# Șomcuta Mare
Șomcuta Mare (în maghiară Nagysomkút, colocvial Somkút, în trad. Fântâna Cornului, în germană Großhorn, în trad. Cornu Mare) este un oraș în județul Maramureș, Transilvania, România, format din localitățile componente Buciumi, Ciolt, Hovrila, Șomcuta Mare (reședința) și Vălenii Șomcutei, și din satele Buteasa, Codru Butesii și Finteușu Mare.
Localitatea are o populație de 7.565 locuitori (2011) și a fost declarată oraș prin Legea nr. 83/2004, împreună cu alte trei localități din județul Maramureș: Tăuții-Măgherăuș, Săliștea de Sus și Ulmeni.

## Etimologie
Etimologia numelui localității: din magh. Somkút (< magh. som „corn" + magh. kut „fântână”, care ar traduce top. rom. Fântâna Cornului) + suf. top. -a + de-terminantul Mare.

## Istoric
Atestat documentar în anul 1358 (Somkuth) , orașul Șomcuta Mare are în componență următoarele localități: Buciumi, Vălenii Șomcutei, Hovrila, Ciolt, de rang III și localitățile aparținătoare: Finteușu Mare, Buteasa și Codru de rang V. Împrejurările și data când a apărut această localitate nu pot fi precizate cu exactitate din lipsă de documente.
Chiar de la primele atestări documentare, Șomcuta Mare are o populație preponderent românească. Lucrul acesta este dovedit de toate știrile ce s-au păstrat în acest sens despre "Domeniul Chioar" din care făcea parte.

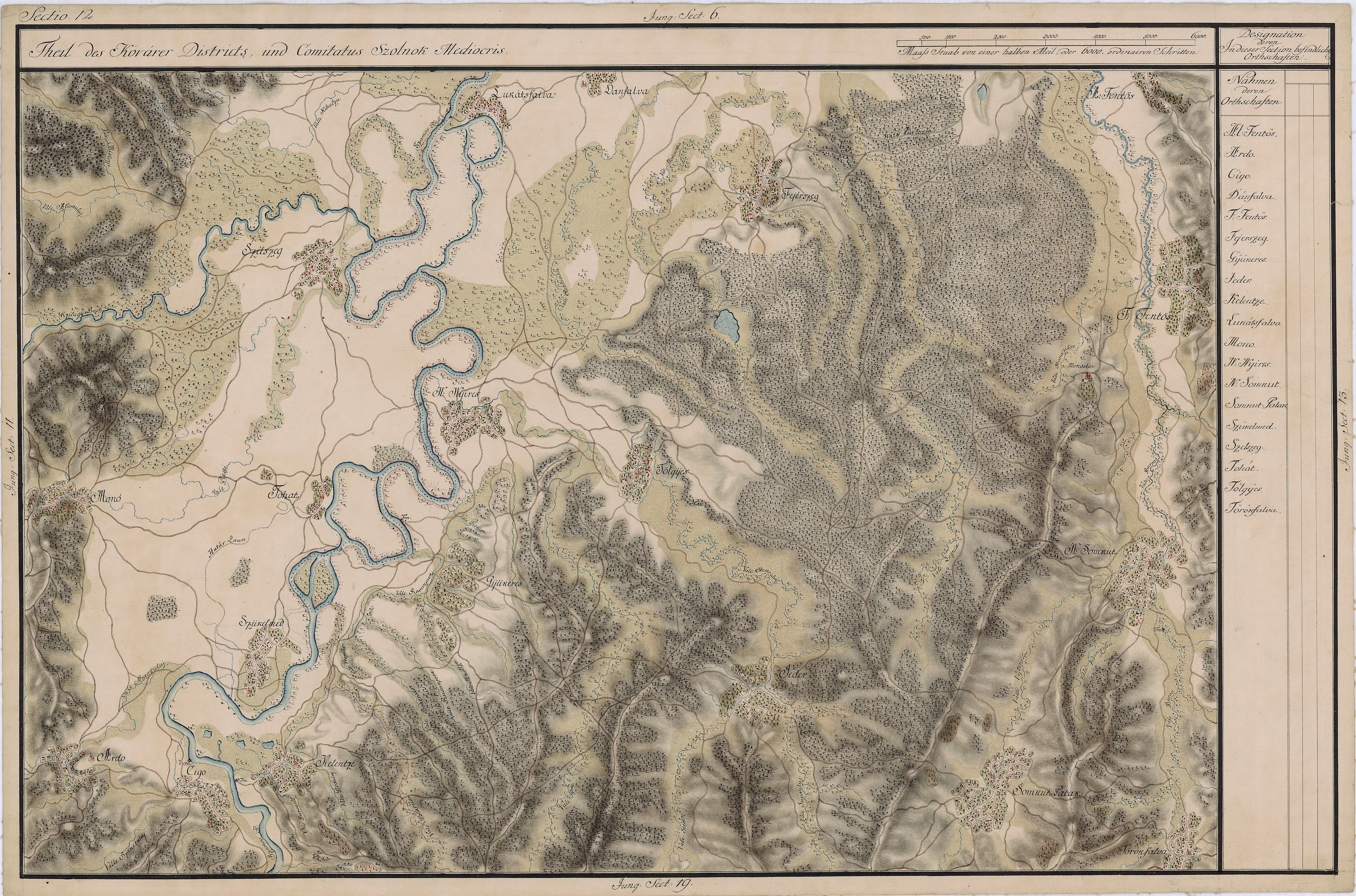
Șomcuta Mare în Harta Iosefină a Transilvaniei

Din punct de vedere juridic, Șomcuta Mare  aparținea de stăpânirea "Cetății de piatră" și este menționat pentru prima dată în 1319.
În sec. al XIV-lea localitatea împreună cu domeniul Chioar, intră în posesia voievozilor români din Maramureș. La 1566, "Domeniul Chioar" este împărțit în 12 voievodate, din care cele ale voievodului Dan Butean, având în frunte satul Șomcuta Mare, avea 14 sate.
În 1599 Șomcuta Mare odată cu Chioarul ajunge sub stăpânirea lui Mihai Viteazul.
În anul 1713, "Cetatea de piatră" este distrusă, iar în anul 1738, Chioarul se transformă în "Ținut". 
Cu aceste evenimente Șomcuta Mare capătă un rol tot mai însemnat în Chioar, în scurt timp devenind cea mai importantă localitate a districtului. La sfârșitul sec. XIX-lea, capătă un caracter regulat târgurile săptămânale. În localitate au funcționat 3 unități bancare: Casa de Economii a Districtului Chioar, Casa de Economii Chioreana și Banca de Comerț. Dezvoltarea economică este dovedită și de faptul că, la începutul secolului al XIX-lea, localitatea avea gară, poștă și telegraf. Mai există un spital comunal, o bibliotecă comunală și de plasă, precum și un centru de pompieri.
În perioada interbelică funcționau prese de ulei, mori, precum și 3 manufacturi din industria pielăriei și a confecțiilor. Șomcuta Mare a fost și un centru cultural important al Țări Chioarului. Cu sprijinul lui Gheorghe Șincai s-a înființat în 1784 o școală românească. Între anii 1835-1838 tot aici funcționează o școală primară superioară, pentru ca mai târziu, în  perioda 1867-1889, să funcționeze o școală de fete.
Tot în perioada interbelică funcționa o școală de repetiții agronomice ce depindea de resortul agriculturii. În 1922, se înființează un gimnaziu care a funcționat până în 1929. În perioada 1930-1931 se editează ziarul "Chioar".
După Al Doilea Război Mondial, localitatea cunoaște importante transformări și progrese, atingând un înalt nivel de urbanizare, ceea ce face să fie situată pe primul loc între localitățile rurale ale județului Maramureș.

## Demografie
Componența etnică a orașului Șomcuta Mare
     Români (76,72%)
     Romi (14,53%)
     Maghiari (1,09%)
     Alte etnii (0,16%)
     Necunoscută (7,5%)
Componența confesională a orașului Șomcuta Mare
     Ortodocși (75,4%)
     Penticostali (7,14%)
     Greco-catolici (5%)
     Martori ai lui Iehova (2,23%)
     Alte religii (2,44%)
     Necunoscută (7,79%)
Conform recensământului efectuat în 2021, populația orașului Șomcuta Mare se ridică la 7.703 locuitori, în creștere față de recensământul anterior din 2011, când fuseseră înregistrați 7.565 de locuitori. Majoritatea locuitorilor sunt români (76,72%), cu minorități de romi (14,53%) și maghiari (1,09%), iar pentru 7,5% nu se cunoaște apartenența etnică. Din punct de vedere confesional, majoritatea locuitorilor sunt ortodocși (75,4%), cu minorități de penticostali (7,14%), greco-catolici (5%) și martori ai lui Iehova (2,23%), iar pentru 7,79% nu se cunoaște apartenența confesională.

## Administrație
Orașul Șomcuta Mare este administrat de un primar și un consiliu local compus din 15 consilieri. Primarul, Gheorghe-Ioan Buda[*], de la Partidul Social Democrat, este în funcție din 2016. Începând cu alegerile locale din 2024, consiliul local are următoarea componență pe partide politice:
|  | Partid                          | Consilieri | Componența Consiliului | Componența Consiliului | Componența Consiliului | Componența Consiliului | Componența Consiliului | Componența Consiliului | Componența Consiliului | Componența Consiliului | Componența Consiliului | Componența Consiliului |
|  | ------------------------------- | ---------- | ---------------------- | ---------------------- | ---------------------- | ---------------------- | ---------------------- | ---------------------- | ---------------------- | ---------------------- | ---------------------- | ---------------------- |
|  | Partidul Social Democrat        | 10         |                        |                        |                        |                        |                        |                        |                        |                        |                        |                        |
|  | Partidul Național Liberal       | 2          |                        |                        |                        |                        |                        |                        |                        |                        |                        |                        |
|  | Alianța pentru Unirea Românilor | 2          |                        |                        |                        |                        |                        |                        |                        |                        |                        |                        |
|  | Uniunea Salvați România         | 1          |                        |                        |                        |                        |                        |                        |                        |                        |                        |                        |

În perioada 2008 - 2012 primarul orașului a fost Alb Vasile Dorinel. Primarul orașului a fost Talpoș Florin Vasile (n. 21 februarie 1974), acesta fiind ales în iunie 2012 din partea PNL.

## Suprafață
Orașul Șomcuta Mare are o suprafață de 12.040 hectare, din care:
- teren agricol: 7.949 hectare;
- teren arabil 2.799 hectare;
- pășuni 1.855 hectare;
- fânețe 2.585 hectare;
- vii 5 hectare;
- livezi 705 hectare;
- teren neagricol: 4.091 hectare;
- păduri 3.177 hectare;
- apă, bălți 107 hectare;
- drumuri 201 hectare;
- clădiri 517 hectare;
- teren neproductiv 89 hectare.

## Obiective turistice
- Rezervația naturală „Peștera Vălenii Șomcutei” (5 hectare).
- Bârsău - Șomcuta (sit Natura 2000)

## Monumente istorice
- Curia familiei Nyilvan (sec. XIX);
- „Banca Chioreană” (sec. XIX);
- Biserica „Sf. Apostoli” (1892);
- Curia Teleki (sec. XIX);
- Biserica romano-catolică „Sf. Vasile” (1895);
- Sediul Districtului Chioar (azi, Unitatea militară de jandarmi) (1861);
- Cazino (sec. XIX);
- Tribunalul de plasă (sec. XIX).
- Biserica de lemn din Buteasa
- Biserica de lemn din Codru Butesii
- Biserica de lemn din Vălenii Șomcutei

## Personalități
- Vasile Ilea (1891-1969), doctor în medicină, director al Spitalului de boli psihice din Sighet, președinte al Despărțământului ASTRA Sighet; prefect al jud. Maramureș (iunie 1932 - noiembrie 1933)
- Benjamin Ferencz (1920-2023), jurist, procuror-șef american al Tribunalului Militar Internațional de la Nürnberg.
- Domokos Szilagyi (1938-1976), traducător, critic literar român; membru al USR-ului. Vol. Sajtoertekezlet (1972), premiul USR-ului.
- Teodor Lupuțiu (n. 1953), deputat din partea FSN-ului